# Петрівсько-Роменський район
Петрівсько-Роменський район (Петрівський район, Вениславівський район) — колишня адміністративно-територіальна одиниця в складі Роменської округи, Лубенської округи та Харківської області. 
Районний центр — село Петрівка, перейменоване 1935 року на Петрівку-Роменську.
Утворений у 1923 році як Петрівський район з Березоволуцької, Остапівської, Петрівської, Розбишівської та Краснознаменської волостей.
1930 року район було розформовано, а 1935 року поновлено у складі Харківської області. 
Того ж року назва села Петрівки змінюється на Петрівку-Роменську, відповідно перейменовується й район.
За даними на 1 жовтня 1938 територія району становила 0,4 тис. км², існувало 12 сільських рад.
На 1 січня 1947 в районі було 54 настелених пункти.
Станом на 1 вересня 1946 року в районі було 54 населених пункта, які підпорядковувались 12 сільських радам. З них 12 сіл, 41 хуторів і 1 селище при залізничній станції.
Район ліквідовано 1957 року.